# Jorge Lugones
Jorge Rubén Lugones SJ (ur. 31 lipca 1952 w Veinticinco de Mayo) – argentyński duchowny katolicki, biskup Lomas de Zamora od 2008.

## Życiorys

### Prezbiterat
Święcenia kapłańskie otrzymał 3 grudnia 1988 w Towarzystwie Jezusowym. Po święceniach został mistrzem zakonnego nowicjatu, zaś w 1992 został proboszczem jezuickiej parafii w Resistencia. Był także m.in. ojcem duchownym miejscowego seminarium międzydiecezjalnego oraz dyrektorem zakonnego domu rekolekcyjnego.

### Episkopat
2 czerwca 1999 papież Jan Paweł II mianował go biskupem diecezji Orán. Sakry biskupiej udzielił mu 30 lipca 1999 ówczesny arcybiskup Buenos Aires - Jorge Bergoglio.
14 października 2008 został przeniesiony na urząd ordynariusza diecezji Lomas de Zamora.